# UPM-Sat
UPM-Sat est une série de microsatellites espagnols développés par l'Université polytechnique de Madrid en collaboration avec l'Institut national de technique aérospatiale, composée à ce jour de deux membres, UPM/LB-Sat 1, lancé en 1995 et UPM/Sat 2, également appelé M.A.T.I.A.S. puis renommé UPMSat-2, lancé en 2020.

## UPM-Sat 1
Aussi nommé UPM-LBSAT 1, il fut lancé le 7 juillet 1995 depuis le Centre spatial guyanais sur le vol V75 d'un lanceur Ariane IV-40,. Il avait une masse de 47 kg. Il fonctionné 213 jours, étant placé une orbite polaire héliosynchrone à 670 kilomètres d'altitude, effectuant une révolution autour de la Terre toutes les 98 minutes.

## UPM-Sat 2
UPM-Sat 2 est un satellite de moins de 50 kg et de dimensions totales inférieures à 0,5 m x 0,5 m x 0,6 m. Il est lancé le 3 septembre 2020 par une fusée Vega.